# 히카르두 페레스
히카르두 페레스(1976년 4월 3일 ~ )는 포르투갈의 축구 지도자이다.